# Jali (Sektor)
Jali (Kinyarwanda Umurenge wa Jali) ist einer von 15 Sektoren im Distrikt Gasabo in der Hauptstadt Kigali in Ruanda.

## Geographie
Jali hat eine Fläche von 37,4 km². Der Sektor unterteilt sich in die sieben Zellen Agateko, Buhiza, Muko, Nkusi, Nyabuliba, Nyakabungo und Nyamitanga. Nachbarsektoren sind im Norden Ngoma, im Nordosten Murambi, im Osten Jabana, im Südosten Gatsata, im Südwesten Kanyinya und im Westen Shyorongi.

## Bevölkerung
Nach der Volkszählung von 2022 betrug die Einwohnerzahl 41.156 Einwohner. Zehn Jahre zuvor waren es 25.057, was einer jährlichen Bevölkerungszunahme von 5,1 Prozent zwischen 2012 und 2022 entspricht. Stand 2022 wurden 52,4 % der Einwohner zu städtischer und die restlichen 47,6 Prozent zu ländlicher Bevölkerung gezählt. Der Ausländeranteil lag bei 0,22 Prozent.